# Eastville (Virginie)
Pour les articles homonymes, voir Eastville.
Eastville est une municipalité américaine, siège du comté de Northampton en Virginie. Selon le recensement de 2010, Eastville compte 305 habitants.

## Géographie
Eastville se trouve dans l'Eastern Shore de Virginie, partie méridionale de la péninsule de Delmarva. Elle est desservie par la U.S. Route 13.
La municipalité s'étend sur 0,19 mille carré (0,49 km2).

## Histoire
La localité se développe autour du tribunal du comté qui s'implante à cet endroit en 1680, ou 1690 . D'abord appelée The Hornes et Peachburg, elle adopte son nom actuel lorsqu'elle se déplace vers l'est ou en référence à Westville, siège de comté de l'autre côté de la baie de Chesapeake. Eastville connaît une importante croissance à partir de 1884, lors de l'arrivée du chemin de fer dans l'Eastern Shore de Virginie.
Avec les bourgs voisins d'Eastville Station, James Crossroads et Stumptown, elle forme le quartier historique d'Eastville inscrit au Registre national des lieux historiques depuis 2009.

## Démographie
Selon l'American Community Survey de 2018, la population d'Eastville est blanche à 49 % et afro-américaine à 48 % ; le reste de la population étant asiatique. Environ 2 % de la population parle une autre langue que l'anglais à la maison, il s'agit de langues asiatiques.
Le revenu médian par foyer est de 50 000 dollars à Eastville, inférieur à celui de Virginie (71 564 dollars) et des États-Unis (60 293 dollars). Son taux de pauvreté est parallèlement plus élevé (16,5 % contre 10,7 % et 11,8 %),.